# Bitumen

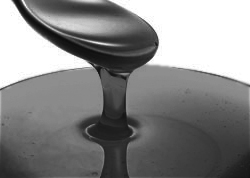
Aus Erdöl gewonnenes Bitumen ist bei Hitze flüssig

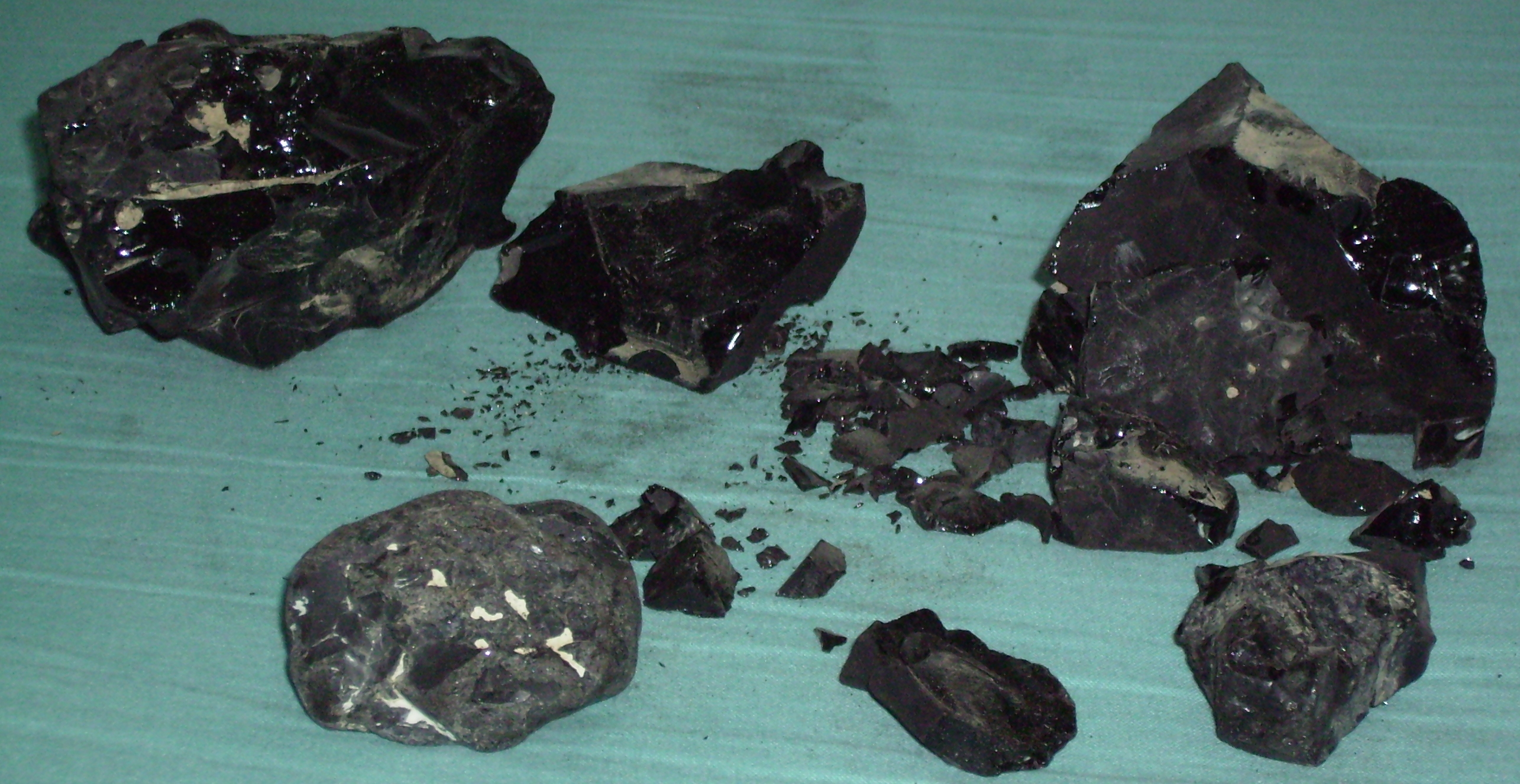
Natürlich entstandenes Bitumen (Naturasphalt)

Bitumen (lateinisch Pix tumens, „ausschwitzendes Pech“, „Erdpech“, „Gräberpech“) ist (gemäß DIN EN 12597 / ÖNORM C9201) die Bezeichnung für die bei der schonenden Aufbereitung von Erdölen gewonnenen, dunkelfarbigen, halbfesten bis harten, klebrigen Kohlenwasserstoff-Gemische. Es ist auch in Naturasphalt vorhanden. Bitumen haben wegen ihres geringen Gehalts an polyzyklischen aromatischen Kohlenwasserstoffen (PAK) den früher eingesetzten Steinkohlenteer ersetzt und werden heutzutage mit dem gleichen Zweck vor allem im Straßenbau und für Abdichtungsarbeiten eingesetzt. Bei Bitumen handelt es sich um ein kolloidales System aus einem Dispersionsmittel, den Maltenen, und den darin dispergierten Anteilen Asphaltene und Erdölharze.

## Begriffsabgrenzung
Nach der ÖNORM B 3636 bzw. nach DIN 55946 sind Rückstände, die bei der Pyrolyse kohlenstoffreicher Substanzen zurückbleiben, nicht als Bitumen, sondern als Teer zu bezeichnen. Da Teer, außer seinem typischen Teergeruch, durch die schwarze Farbe und die in erhitztem Zustand zähflüssige Konsistenz Bitumen äußerlich sehr ähnlich ist, werden beide Stoffe nicht selten miteinander gleichgesetzt oder verwechselt. So wird oft davon gesprochen, dass eine Straße „geteert“ wird, wenn die Fahrbahn eine neue Asphaltdecke erhält. Teer unterscheidet sich allerdings in der Herstellung und chemischen Zusammensetzung deutlich von Bitumen. Teer wird nicht aus Erdöl, sondern vorwiegend aus Braunkohle und Steinkohle gewonnen und enthält einen hohen Anteil an polycyclischen aromatischen Kohlenwasserstoffen (PAK). Da diese sehr gesundheitsschädlich sind, dürfen Teerprodukte in Deutschland nicht mehr als Baustoffe verwendet werden. Gemische aus Teer und Bitumen werden bereits seit den 1980er Jahren nicht mehr im Straßenbau genutzt.
Die Gleichsetzung oder Verwechslung von Teer und Bitumen rührt nicht zuletzt daher, dass bis 1983 sowohl Bitumen als auch Teer, Pech und Asphalt unter dem Oberbegriff bituminöse Stoffe zusammengefasst wurden. Heute wird eindeutig zwischen Bitumen und Steinkohlenteerpech unterschieden, da es sich um grundverschiedene Stoffgruppen handelt. Der Oberbegriff für Bitumenprodukte lautet gemäß EN 12597 „Bitumen und bitumenhaltige Bindemittel“. Auch mit „Asphalt“ dürfen nur bitumenhaltige, also teerfreie Gemische bezeichnet werden.

## Vorgeschichte und Geschichte
Die Nutzung von Bitumen begann bereits in der Vorzeit in der Levante durch Neandertaler vor über 50.000 Jahren und moderne Menschen als Klebemittel zur Schäftung. Es wurde schon früh zu einem Handelsgut. Im Gebiet des Fruchtbaren Halbmondes wurde seit 12.000 Jahren Getreide in geflochtenen, mit Gips oder Bitumen verdichteten Körben transportiert.

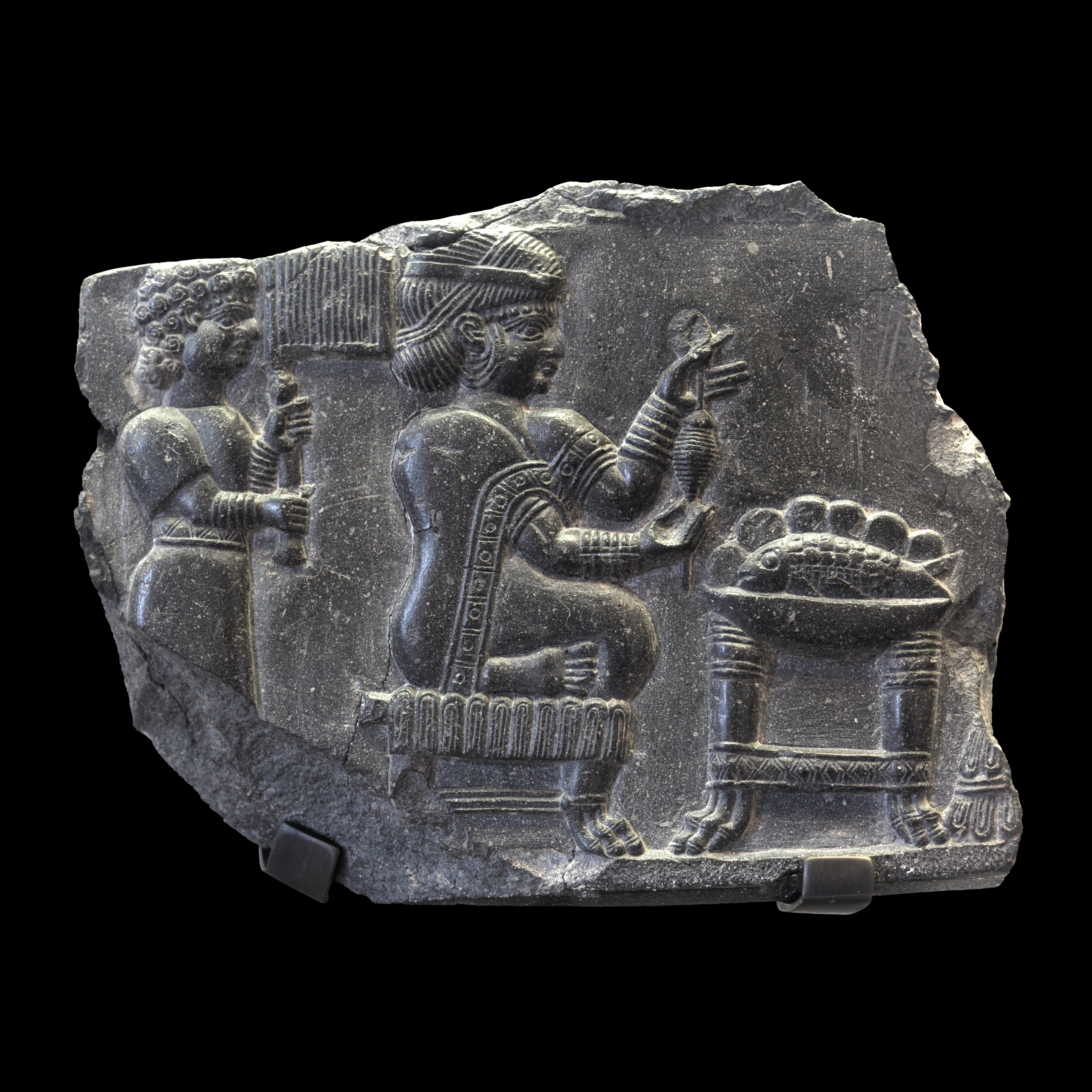
Relieffragment mit Spinnerin. Relief aus Bitumen

Archäologen entdeckten in as-Sabiyah (Kuwait) Bitumenreste als Fragmente von Dichtmaterial, die mehr als 3000 Jahre älter sind als die in Ra’s al-Jins in Oman (2400–2300 v. Chr.) gefundenen. In einem neolithischen Dorf am Rand einer Lagune fanden sie neben den zu erwartenden arabischen Artefakten auch solche der mesopotamischen Obed-Kultur. 3000 v. Chr. wurde es in der Stadt Hīt an natürlichen Austrittsstellen gefördert. Zahlreichen Beschreibungen zufolge muss der Ort ein Zentrum der damaligen Asphaltindustrie gewesen sein. Im 26. Jahrhundert v. Chr. entstand im Irak eine Kalksteintafel, umrahmt mit Muscheln und Bitumen in Tell Asmar. In Assyrien wurde 2200 v. Chr. der Altar im Mausoleum von Bur-sin mit Bitumen bestrichen. Fast ausschließlich nur aus Susa, Hauptort des Reiches von Elam (heutiger Iran), sind Bitumenobjekte bekannt. Bitumen wurde erhitzt und formte dann eine harte Mastix-artige Masse, in die Szenen und Figuren geritzt wurden.
Die hängenden Gärten sollen mit Bitumen abgedichtet gewesen sein. Herodot beschreibt 500 v. Chr. Fördermethoden von „Erdpech“ aus erdölhaltigen Brunnen auf Zakynthos. Strabo schreibt 100 v. Chr. über die Gewinnung von „Erdpech“ am Toten Meer. Zur gleichen Zeit erwähnt Diodor die antike Bitumenindustrie. Nach dieser Blütezeit geriet Naturasphalt über Jahrhunderte hinweg in Vergessenheit. Die Griechen hatten kein besonderes Interesse an dem Werkstoff, die Römer besaßen kaum Asphaltvorkommen. Bis ins Mittelalter spielten bituminöse Stoffe praktisch nur in der Magie, in der Heilkunde und in der Einbalsamierung von Mumien eine Rolle. Mit der Zeit der Aufklärung und der Entdeckungsreisen (15. Jahrhundert) wurde Naturasphalt wiederentdeckt. In der Zeit der Renaissance waren Dachgärten populär und diese wurden mit Bitumen abgedichtet.
Früher wurden Bitumen asphaltum und Bitumen judaicum vom Toten Meer unterschieden. Im Jahr 1556 schreibt Georgius Agricola in Deutschland über die Eigenschaften von Bitumen und seine Gewinnung in bitumenhaltigen Quellen. 1704 beschreibt Michael Bernhard Valentini die Eigenschaften des Juden-Leim, Juden-Pech oder Asphaltum. Die Destillationsanlage der Gebrüder Dubinin liefert in Russland 1823 neben Petroleum kleine Mengen an Bitumen.
Mit der erfolgreichen Erdölbohrung im US-Staat Pennsylvania 1859 begann der erste große Erdölboom des 19. Jahrhunderts. Aus dem Erdöl gewann man zunächst durch Destillation Leuchtöle für Lampen. Etwas später führte man weitere Destillationen durch und erkannte, dass die Destillationsrückstände verschiedene positive Eigenschaften haben. Im Jahr 1873 wurde mit der Anwendung der so genannten Blasendestillation die kontinuierliche Gewinnung von Bitumen industriell möglich. Im Jahr 1888 wurde schließlich mit dem Penetrationstest durch H. C. Bowen ein erstes Prüfverfahren für Bitumen entwickelt.
1906 wurde in Deutschland ein Patent auf die erste „Bitumenemulsion“ angemeldet. Bitumen fand sich wenige Jahre später als Isolation in elektrischen Anlagen, zur Abdichtung von Zündschnüren und Hausdächern. Auch im Wasserbau wurde das Bitumen zur Abdichtung von Staudämmen verwendet.
Im Jahr 1936 wurde erstmals die Prüfung für den Erweichungspunkt RuK, im folgenden Jahr die für den Brechpunkt nach Fraaß entwickelt. Zudem fand es Verwendung als Klebstoff bei der Brikettherstellung und als Bestandteil von Isolierbändern. Im Jahr 1957 kam es zur Entwicklung von Schaumbitumen. Zehn Jahre später wurde das für die heutige Anwendung sehr wichtige „polymermodifizierte Bitumen“ entwickelt und getestet.
Die wichtigste Anwendung finden Bitumen im Straßenbau, in den 2000er Jahren lag der Anteil von Straßenbaubitumen bei ca. 75 %. Vor allem als in den 1970er Jahren die Verwendung von Teer im Asphalt in Westdeutschland verboten wurde und stattdessen Bitumen eingesetzt wurden, stieg die Nachfrage an Straßenbaubitumen rasant an.

## Eigenschaften
Bitumen sind kolloide Systeme aus drei unterschiedlichen Molekültypen. Ölige niedermolekulare Anteile, sogenannte Maltene, mit molaren Massen von 500 bis 1500 g/mol bilden das Dispersionsmittel. Darin sind zum einen schmelzbare, lösliche Erdölharze mit guter Klebfähigkeit und einer Teilchenmasse von 1000 bis 1500 g/mol, und zum anderen sogenannte Asphaltene – unschmelzbare, unlösliche Bestandteile mit Teilchenmassen von 5000 bis 9000 g/mol – dispergiert.
Bitumen besteht hauptsächlich aus vielen verschiedenen langkettigen Kohlenwasserstoffen (aliphatische sowie aromatische) und Kohlenwasserstoffderivaten. Der Massenanteil von Kohlenstoff liegt bei 80–85 %, von Wasserstoff bei 7–10 %. Weitere Bestandteile sind in geringen Anteilen Sauerstoff, Schwefel, Stickstoff und einige Spuren von Metallen.
Bitumen ist in Wasser praktisch unlöslich (hydrophob) und auch gegen Wasserdampf weitgehend undurchlässig. Es wird daher beispielsweise verwendet, um empfindliche Stoffe und Bauteile gegen Wasser zu schützen. Es lassen sich in der Praxis jahrelange Wassereinwirkungen nur an der Oberfläche nachweisen.
Die Eigenschaften des Bitumens beruhen auf der kolloiden Systemstruktur. Die Struktur ändert sich bei Erwärmung von einem Gel- zu einem Solzustand. Daher sind die meisten Eigenschaften von der Temperatur abhängig. So gehört Bitumen zu den thermoplastischen Stoffen, das heißt, auch seine Viskosität ist temperaturabhängig: Bei Abkühlung wird es spröde, bei Erwärmung durchläuft es stufenlos alle Zustände von fest (glasartig) über zähflüssig und zwischen 150 °C und 200 °C dünnflüssig. Bei steigenden Temperaturen fängt es an langsam zu altern, die Ölanteile verdampfen und das Bitumen verhärtet sich. Bitumen verfügt über keinen festen Schmelzpunkt wie z. B. Wasser, sondern es hat einen Schmelzbereich, weil die zahlreichen Komponenten der Kohlenwasserstoffmischung verschiedene Schmelzpunkte besitzen.
Auch das Verhalten gegenüber Chemikalien und chemischen Einflüssen ist bei Bitumen teilweise von der Temperatur abhängig. Bei Raumtemperatur ist Bitumen gegenüber den meisten Chemikalien praktisch resistent. Dazu gehören organische und anorganische Salze, stark polare Lösungsmittel wie Alkohol oder aggressive Wasser, sowie Basen und schwache Säuren wie z. B. Kohlensäure. Einige starke Säuren wie Schwefelsäure und Salpetersäure können jedoch bei erhöhten Temperaturen Bitumen chemisch angreifen. Löslich ist Bitumen in Kohlenwasserstoffen gleicher Herkunft, also Benzin, Öl, Diesel, und auch in vielen anderen organischen Lösungsmitteln wie Benzol, Schwefelkohlenstoff, Trichlorethan, Toluol und so weiter. Bitumen gilt als schwer entflammbar. Der Flammpunkt liegt generell oberhalb von 220 °C. Im Gegensatz zu Straßenpech (Teer) enthält Bitumen wesentlich weniger cancerogene, polycyclische Kohlenwasserstoffe und gilt im festen Zustand als biologisch unschädlich.
Die Eigenschaften bitumenhaltiger Baustoffe werden von folgenden typischen Merkmalen bestimmt:
- Schwerflüchtiges, schwarzes, hoch-molekulares Kohlenwasserstoffgemisch
- Geringe Dichte, d. h. 1,01 bis 1,07 kg/dm3 (wie Wasser, Oxidationsbitumen noch geringer)
- Extreme Temperatur- und Zeitabhängigkeit (visko-elasto-plastisch), daher auch geringe Wärme- und Feuerbeständigkeit
- Gute Abdichtungseigenschaften gegen Wasser und Dampf (Diffusionswiderstand μ= 50000)[15]
- Wasserabstoßend, geringe Wasserlöslichkeit (Löslichkeit Wasser in Bitumen 0.001 bis 0,1 %)
- Gute Haft- und Klebeeigenschaften an trockenen Flächen (bei Emulsionen bedingt auch auf feuchten Flächen)
- Geringe Wärmeleitfähigkeit (0,16 W/(m K))
- Große thermische Ausdehnung (6 × 10−4/K)
- Spezifische Wärmekapazität (1,7 kJ/(kg·K))[16]
- Geringe Elektrische Leitfähigkeit bei 30 °C beträgt sie lediglich 10−14 S/cm.[17]
- Gute Witterungsbeständigkeit (kaum Oxidation in Luft)
- Bitumen enthält im Gegensatz zu Steinkohlenteerpech sehr wenig PAKs
- Weitgehend physiologisch unbedenklich
- Rezyklierbar

Die Alterung des Bitumens lässt sich in drei Gruppen einteilen, die miteinander kommunizieren, durch Sauerstoff, Licht und Wärme:
- Verdunstungsalterung (destillative Alterung): Durch Wärme verdunsten immer mehr Ölanteile, es kommt zu einer Konzentrationserhöhung der Asphaltene.
- Oxidative Alterung: Luftsauerstoff reagiert mit Kohlenwasserstoffen bzw. die C-H-Bindungen, was zu einer höheren Konzentration von Asphaltenen führt.
- Strukturalterung: Durch Agglomeration werden Asphaltene und Harze vergrößert.

Dies bewirkt, dass das Bitumen die „Haftfähigkeit“ verliert, verhärtet und rissig wird.

## Herstellung

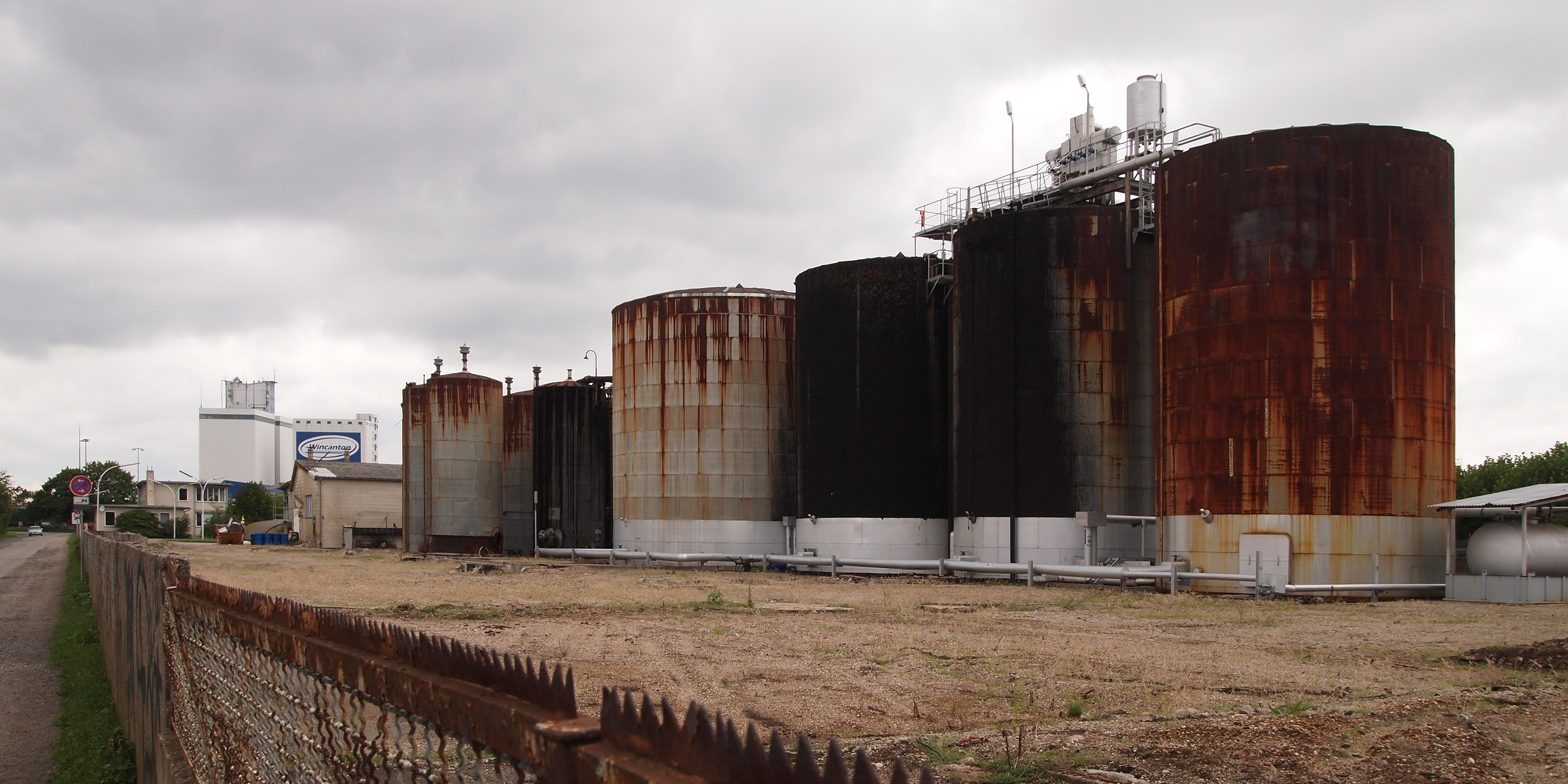
Tanks bei der Bitumina Spedition+Handel GmbH&Co in Worms

Bitumen wird hauptsächlich als Rückstand bei der Vakuumdestillation von Erdöl gewonnen. Hierbei werden nur spezielle Rohöle zugelassen, fast ausschließlich hochschweflige, „schwere“ Rohöle, wie „Arab Heavy“, „Kuwait“, „Iran Heavy“, „Urals“, „Kirkuk“. Niedrigschweflige, leichte Rohöle wie z. B. Brent oder Forties sind gänzlich ungeeignet, da die erforderliche niedrige Nadelpenetration des Vakuumrückstandes nicht erreicht werden kann. Die Spezial-Vakuumdestillation wird entweder „auf Pen“ gefahren, das heißt, das Sumpfprodukt entspricht bereits der gewünschten Qualität, oder die Nadelpenetration wird durch Mischen mit schwerem Vakuumgasöl eingestellt. In Deutschland wurden 2017 etwa 4.289.000 Tonnen Bitumen hergestellt.
Die Bitumen werden nach dem Herstellungsverfahren unterschieden.
- Destillationsbitumen bzw. Straßenbaubitumen wird auch als Penetrationsbitumen oder Primärbitumen bezeichnet. Destillationsbitumen erhält man durch Destillation von Rohöl in zwei Stufen. In der ersten Stufe wird bei atmosphärischem Druck Benzin, Petroleum, Diesel- und Heizöl verdampft. Der Destillationsrückstand wird danach in der zweiten Stufe unter vermindertem Druck (4 bis 7 kPa) bei Temperaturen von 350 °C bis 380 °C destilliert. Dabei verdampfen weitere Öle wie Maschinenöl oder Gasöl. Bei den nicht verdampften Rückständen handelt es sich um Bitumen. Auf diese Weise werden weiche und mittelharte Sorten gewonnen, die vor allem im Straßenbau Verwendung finden (nach DIN EN 12591 und DIN EN 13924).

1. Standard-Straßenbaubitumen (Penetration zw. 20 und 330 [0,1 mm]).
2. Harte Straßenbaubitumen (Penetration zw. 5 und 25 [0,1 mm]), Verwendung für Asphalte mit hohem Modul.
3. Weiche Straßenbaubitumen (Penetration zw. 250 und 900 [0,1 mm] oder kinematische Viskosität bei 60 °C von 1000 mm²/s bis 16 000 mm²/s), Verwendung bei extrem tiefen Temperaturen (Skandinavien).

Einsatz für Heißmischgut im Straßenbau und in Sonderfällen für Oberflächenbehandlungen, außerdem für Elektro-Kabel, Emulsionen, Fugenvergussmassen.
Das rheologische Verhalten der Bitumen kann man auf verschiedene Weise beeinflussen:
- Polymermodifizierte Bitumen DIN EN 14023 / TL PmB

Polymermodifizierte Bitumen (PmB) sind Bitumen, die durch das Mischen von Destillationsbitumen und Polymeren hergestellt werden, wobei sich das thermoviskose und elastoviskose Verhalten verändert. Der Zusatz von Polymeren (Kunststoffe) im Bitumen soll im Wesentlichen zu einer Erweiterung der Plastizitätsspanne führen, die Standfestigkeit bei höheren Temperaturen verbessern, weisen eine geringere Alterung und eine große elastische Rückformung nach Entlastung auf. Zusätzlich wird durch die Polymerzugabe eine wirksamere Haftung an Mineralstoffen angestrebt.
Die Bezeichnung für PmB erfolgt mit einem zusätzlichen Buchstaben gemäß der „Technischen Lieferbedingungen für polymermodifizierte Bitumen in Asphaltschichten im Heißeinbau“ (TL PmB). Dabei stehen die Buchstaben A (Asphaltbeton, insbesondere für Deckschichten  AC deck und Binderschichten AC binder) und B für Modifizierung mit Elastomeren, der Buchstabe C (classic) für Standardanwendungen, wie Bauwerksabdichtungen (z. B. Flachdächer) durch eine Modifizierung mit Thermoplasten, PmB Klasse E (erhöht) für erhöhte Anforderungen, der Buchstabe H für höherpolymerisierte Modifizierung und - Klasse PmOB für Oberflächenbehandlungen. Polymermodifizierte Bitumen bestehen in der Regel aus Straßenbaubitumen, in das 3 bis 5 % Polymere eingearbeitet werden. Die verwendeten Polymere können aus linear oder radial vernetzten kettenförmigen Molekülen bestehen. Aufgrund des Verknüpfungsbestrebens der Polymere bilden sich vernetzte Raumstrukturen aus. Daraus resultiert die Veränderung des Fließverhaltens des polymermodifizierten Bitumens. Die wichtigsten Polymergruppen, die zur PmB - Herstellung genutzt werden, sind PE (Polyethylen), SBS (Styrol-Butadien-Styrol), EPDM (Ethylen - Propylen - Dien – Terpolymer), EVA (Ethylen - Venylacetat – Copolymer) und ACM (Ethylen - Acrylester – Copolymer).
Gummimodifizierte Bitumen (GmB) werden vorwiegend eingesetzt, um die Alterungsstabilität des Asphalts zu erhöhen und seine Eigenschaften, besonders im Bereich der Elastizität zu verbessern. Das Material der recycelten Altreifen als Bitumenzusatz wird in Form von Gummigranulat oder Gummimehl eingesetzt. Die Eigenschaften des gummimodifizierten Bitumens werden durch Zeitraum und Temperatur beeinflusst, bei der die Reaktion zwischen Gummigranulat und Bindemittel stattfindet. Während des Reaktionsprozesses quellen die Gummipartikel bei hohen Temperaturen durch die Absorption der leichten Fraktionen im Bitumen bis zu ihrer dreifachen Größe an und bilden eine gelartige Substanz. Die Wachsmodifizierten Bitumen (WmB) haben eine reduzierte Viskosität, eine reduzierte Nadelpenetration und einen stark erhöhten Erweichungspunkt. Das Fischer-Tropsch Paraffin ist ein Gemisch aus synthetischen, aliphatischen Kohlenwasserstoffen, das vorwiegend zur verbesserten Verarbeitbarkeit und Erhöhung des Verformungswiderstandes dient.
Konventionelle Mischverfahren weisen bei der Herstellung von polymermodifiziertem Bitumen wegen der schwierigen Verarbeitbarkeit des zähflüssigen Bitumens und der festen Polymerzusätze Probleme auf. Bitumen muss auf sehr hohe Temperaturen erhitzt werden, damit es fließfähig wird, während die Polymeradditive oft nur langsam quellen oder sich unvollständig auflösen. Ohne ausreichend Transvektion bilden sich Brocken oder nur grob verteilte Polymerinseln im Bitumen, was zu Inhomogenitäten und unzureichenden Materialeigenschaften führt. Bei herkömmlichen Rührbehältern kann zähes PmB an Behälterwänden und Mischwerkzeugen kleben bleiben. Dies verursacht Materialverluste, längere Reinigungszeiten und erhöhte Wartungskosten. Die Produktion von PmB kann sehr zeitaufwendig sein, wenn sich das Polymer nur langsam verteilt oder wenn mehrere Verarbeitungsschritte (Vormischen, Aufschmelzen, Homogenisieren) in unterschiedlichen Maschinen erforderlich sind.
Das Fraunhofer ICT hat in der Zusammenarbeit mit der Universität Kassel ein Bitumen-Additiv entwickelt, das nicht aus neuproduzierte Kunststoffen besteht. Plastikabfälle aller Art werden gereinigt, zerkleinert, erhitzt und zu EcoFlakes, ca. 2–3 mm großen Plastikschnipsel, verarbeitet. Der mit EcoFlakes modifizierter Asphalt zeigt die gleiche Performance mit höherer Lebensdauer, da er langsamer altert als Asphalt mit Neukunststoffen. In Europa werden jährlich rund zwanzig Millionen Tonnen Kunststoff deponiert oder verbrannt, in Deutschland sind es mehr als drei Millionen Tonnen. Mit dieser Menge könnte der gesamte Straßenbau Deutschlands versorgt werden und die CO₂-Emissionen um bis zu 30 % und die Materialkosten um fünf Euro pro Tonne Asphalt reduziert werden. Bislang wird Eco-Flakes-Asphalt u. a. in Potsdam, Kiel oder Aschaffenburg auf mehreren Teststraßen eingesetzt. Die Methode wurde nach einem schweren Erdbeben in Nepal weiterentwickelt, dort wurde zum Wiederaufbau der Infrastruktur von Einheimischen herumliegender Müll eingeschmolzen, um daraus neuen Straßenbelag zu gewinnen.
- Industriebitumen: Bitumen, die nicht im Straßenbau eingesetzt werden:

- - Oxidationsbitumen DIN EN 13304

Oxidationsbitumen oder Blasbitumen (Mineralgummi, Mineralkautschuk; Mineral rubber) werden in speziellen Reaktoren („Blasanlage“ Blasturm) hergestellt, indem weiche Destillationsbitumen bei Temperaturen zwischen 230 °C und 290 °C durch Einblasen von Luft weiterbehandelt werden. Durch das Einblasen von Luft verändert sich die Struktur der dispergierten Anteile und es bildet sich aus ihnen ein zusammenhängendes Gerüst (Gel-Zustand). Hierdurch wird die Nadelpenetration erheblich reduziert, die Plastizitätsspanne erweitert sich, das Bitumen hochschmelzender und fester. Je nach Einsatzprodukt, Temperatur und Blaszeit gewinnt man Bitumensorten mit verbesserter Beständigkeit gegen Kälte und Wärme.
Oxidationsbitumen werden im Industriebereich bei extremen Temperaturen eingesetzt. Auch zur Herstellung von Dach- und Dichtungsbahnen, von Klebemassen und zur Isolierung von Rohrleitungen werden sie eingesetzt. In der Gummiindustrie finden sie Anwendung als Weichmacher für Kautschuk. Bei der Bezeichnung von Oxidationsbitumen wird üblicherweise der Erweichungspunkt Ring und Kugel (RuK) und die maximale Nadelpenetration angegeben.
- - Hochvakuum- und Hartbitumen DIN EN 13305

Hochvakuum- und Hartbitumen, auch Sprödbitumen genannt, fallen bei der Weiterbehandlung von Destillationsbitumen in einer zusätzlichen Bearbeitungsstufe an auch durch Cracken in speziellen „Visbreaker-Anlagen“. Sie zeigen eine harte bis springharte Konsistenz. Als Hartbitumina gelten allgemein Bitumensorten mit einer Nadelpenetration < 10. Die Klassifikation erfolgt über den Bereich zwischen Ober- und Untergrenze bei den im Versuch Ring und Kugel ermittelten Erweichungspunkt.
Diese Bitumensorten finden Verwendung bei der Herstellung von Gussasphalt für Estriche im Hoch- und Industriebau und bei der Produktion von Lacken, Gummiwaren und Isoliermaterialien.
Aus Bitumen abgeleitete Produkte:
- Bitumenlösungen
  - Fluxbitumen: Sogenannte Fluxbitumen (früher Verschnittbitumen) werden aus einer Mischung von bestimmten Fluxölen (Erdöldestillate) mit weichen Straßenbaubitumen hergestellt.
  - Kaltbitumen: Kaltbitumen sind Bitumenlösungen aus weichen bis mittelharten Straßenbaubitumen mit leichtflüchtigen Lösemitteln.
- Bitumenemulsionen
  - Anionische Emulsionen: Bitumen werden in Tropfenform zerteilt und unter Zugabe eines alkalischen Emulgators in heißem Wasser dispergiert.
  - Kationische Emulsionen: Bitumen werden in Tropfenform zerteilt und unter Zugabe eines sauren Emulgators in heißem Wasser dispergiert.
- Bitumenanstrichmittel: Bitumenanstrichmittel können wie Bitumenlösungen oder -emulsionen hergestellt werden. Meist wird jedoch ein härteres Straßenbaubitumen verwendet.

## Natürliche Vorkommen
Der größte Anteil von Bitumen wird aus Rohöl gewonnen. Bitumen kommen allerdings auch in natürlicher Weise auf der Erde vor. Sie entstehen dort im Prinzip wie Erdöl: Über Hunderttausende Jahre entstehen sie aus den Überresten von organischem Material, wie Kleinstlebewesen, bei erhöhten Temperaturen und Druck unter den oberen Erdschichten.
Bitumen kommt so in dem Porenraum einiger Sedimentgesteine (primär etwa in Schwarztonsteinen wie dem Kupferschiefer) vor. Zudem gibt es natürliche Asphaltseen mit einem nennenswerten Anteil an Bitumen. Der größte natürliche Asphaltsee ist der „Pitch Lake“ auf der Karibikinsel Trinidad. Des Weiteren kommt Bitumen auch in sogenannten Ölsanden gemischt mit Sand und Wasser vor. Die größten Ölsandvorkommen liegen in Kanada, zum Beispiel die Athabasca-Ölsande, und in Venezuela.

## Einteilung

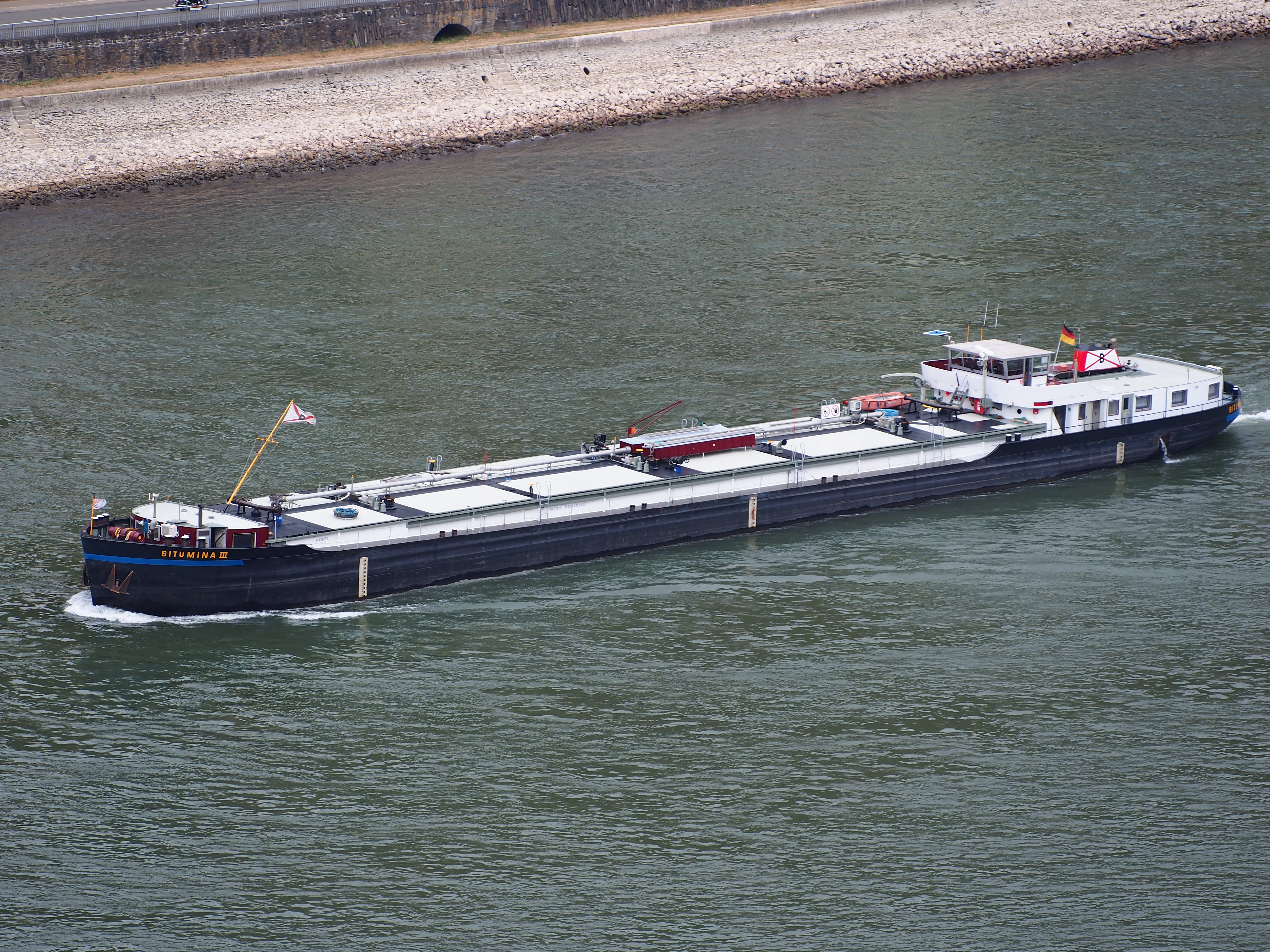
Asphalttanker Bitumina III

| Sorte   | EP RuK in °C  | Penetration in 1/10 mm | Veraltete Bezeichnung |
| ------- | ------------- | ---------------------- | --------------------- |
| 160/220 | 35–43 (37–43) | 160–220                | B 200                 |
| 70/100  | 43–51 (43–49) | 70–100                 | B 80                  |
| 50/70   | 46–54 (48–54) | 50–70                  | B 65                  |
| 30/45   | 52–60 (53–59) | 30–45                  | B 45                  |
| 20/30   | 55–63 (57–63) | 20–30                  | B 25                  |

Die Eigenschaften verschiedener Bitumenarten werden durch besondere Prüfverfahren untersucht. Diese sind festgelegt in den DIN-Normen für Bitumen und bitumenhaltige Bindemittel.
Die wichtigsten Kennzahlen sind: der Erweichungspunkt RuK (EP RuK) DIN EN 1427, der Brechpunkt nach Fraaß DIN EN 12593 und die Werte der Nadelpenetration DIN EN 1426, diese werden für die Bezeichnung der Bitumensorte benutzt (siehe Tabelle).
Eine Analyse weiterer Bitumeneigenschaften kann erfolgen durch:
- einen Dünnfilm-Prüfofen DIN EN 12607-1 (RTFOT) zur Messung des Luft- und Temperatureffektes auf Bitumen
- einen Druckalterungsbehälter (PAV) (DIN EN 14769) zur Untersuchung der Langzeitalterung von Bitumen nach 5 bis 10 Jahren
- einen Dynamischen Scherrheometer (DSR) (DIN EN 14770) zur Bestimmung der Fließeigenschaften
- einen Biegebalkenrheometer zur Ermittlung des Kälteverhaltens und der Biegekriechsteifigkeit (DIN EN 14771)
- ein Vakuum-Kapillar-Viskosimeter zur Bestimmung der dynamischen Viskosität (DIN EN 12 596)
- ein Verfahren zur Bestimmung der kinematischen Viskosität (DIN EN 12 595)
- ein Duktilometer zur Bestimmung der elastischen Rückstellung, insbesondere von polymermodifizierten Bitumen (DIN EN 13 398)
- ein Verfahren zur Bestimmung der Streckeigenschaften, insbesondere von polymermodifizierten Bitumen, mit einer Kraft-Duktilitäts-Prüfung (DIN EN 13 589)

Bitumen und bitumenhaltige Bindemittel werden nach DIN EN 12597 folgendermaßen unterschieden:
- Straßenbaubitumen (Destillationsbitumen) DIN EN 12591
- Spezielle Straßenbaubitumen
  - Harte Straßenbaubitumen DIN EN 13924-1
  - Multigrade Straßenbaubitumen DIN EN 13924-2
- Polymermodifiziertes Bitumen (PmB) DIN EN 14023
- Verschnittene und gefluxte Bitumen DIN EN 15322
- Bitumenemulsionen
  - Kationische Bitumenemulsionen DIN EN 13808
  - Anionische Bitumenemulsionen
- Industriebitumen
  - Oxdiertes Bitumen (Oxidationsbitumen) DIN EN 13304
  - Hartbitumen DIN EN 13305
- Spezialbitumen

| Sorte                                      | 120/200-40A | 45/80-50A  | 25/55-55A  | 10/40-65A   | 40/100-65A      | 45/80-50C  | 25/55-55C  | 10/40-65C   |
| ------------------------------------------ | ----------- | ---------- | ---------- | ----------- | --------------- | ---------- | ---------- | ----------- |
| Nadelpenetration in 1/10 mm                | 120–200     | 45–80      | 25–55      | 10–40       | 40–100          | 45–80      | 25–55      | 10–40       |
| EP RuK in °C                               | ≥ 40        | ≥ 50       | ≥ 55       | ≥ 65        | ≥ 65            | ≥ 50       | ≥ 55       | ≥ 65        |
| Brechpunkt in °C                           | ≤ −20       | ≤ −15      | ≤ −10      | ≤ −5        | ≤ −15           | ≤ −10      | ≤ −5       | ≤ −15       |
| Kraftduktilität in J/cm²                   | ≥ 2         | ≥ 2        | ≥ 3        | ≥ 2         | ≥ 3             | ≥ 2        | ≥ 3        | ≥ 2         |
|                                            | (bei 0 °C)  | (bei 5 °C) | (bei 5 °C) | (bei 10 °C) | (bei 5 °C)      | (bei 5 °C) | (bei 5 °C) | (bei 10 °C) |
| Elastische Rückstellung bei 25 °C in %     | ≥ 50        | ≥ 50       | ≥ 50       | ≥50         | ≥ 70            | NR         | NR         | NR          |
| Biegebalkenrheometerwert bei −16 °C in MPa | 200         | 250        | 300        | 350         | 250             | 300        | 350        | 200         |
| alte Bezeichnung (bis 2007)                | PmB 130 A   | PmB 65 A   | PmB 45 A   | PmB 25 A    | PmB 40/100-65 H |            |            |             |

Der Bereich zwischen Kältesprödigkeit (Brechpunkt) und Erweichen (Erweichungspunkt) wird als „Plastizitätsspanne“ bezeichnet. Straßenbaubitumen nach DIN EN 12591 weisen in der Regel eine „Plastizitätsspanne“ von etwa 60 °C auf. Größere Spannen bieten beispielsweise polymermodifizierte Bitumensorten nach DIN EN 14023.

## Verarbeitung
Die meisten Bitumenprodukte sind bei normaler Umgebungstemperatur nicht verarbeitbar oder förderbar, da Bitumen bei Umgebungstemperatur normalerweise fest ist. Zum Verarbeiten von Bitumen in ein Endprodukt sind somit Hilfsmittel erforderlich. Die bekannteste Möglichkeit ist das Erhitzen von Bitumen bis zum flüssigen Zustand. Bei Asphalt, der Hauptanwendung von Bitumen, spielt die Verarbeitbarkeit eine große Rolle. Daher gibt es eine Verarbeitungsfrist. Das ist der Zeitraum, in dem das Mischgut so weit abkühlt, bis eine einwandfreie Verarbeitung gerade noch möglich ist. Sie ist abhängig von der Witterung, der Bitumensorte sowie der Einbaudicke.
Bitumenemulsionen (Bitumen in Wasser emulgiert) entstehen durch Zugabe von Wasser und Luft (Schaumbitumen). Auch durch die Zugabe von Lösemitteln, sogenannten Fluxmitteln, kann die Verarbeitungstemperatur des Bitumens abgesenkt werden. Beide Produkte sind bei niedrigeren Temperaturen zu verarbeiten. Bei den Fluxmitteln handelt es sich um schwerflüchtige Öle (Fluxöle). Eine Erhitzung des so entstandenen gefluxten Bitumens (Fluxbitumen) zur weiteren Verarbeitung bleibt weiterhin notwendig. Seit 2003 werden die petrostämmigen (aus Erdöl gewonnenen) Fluxmittel auch durch Pflanzenöle ersetzt.

### Aerosol-Grenzwert

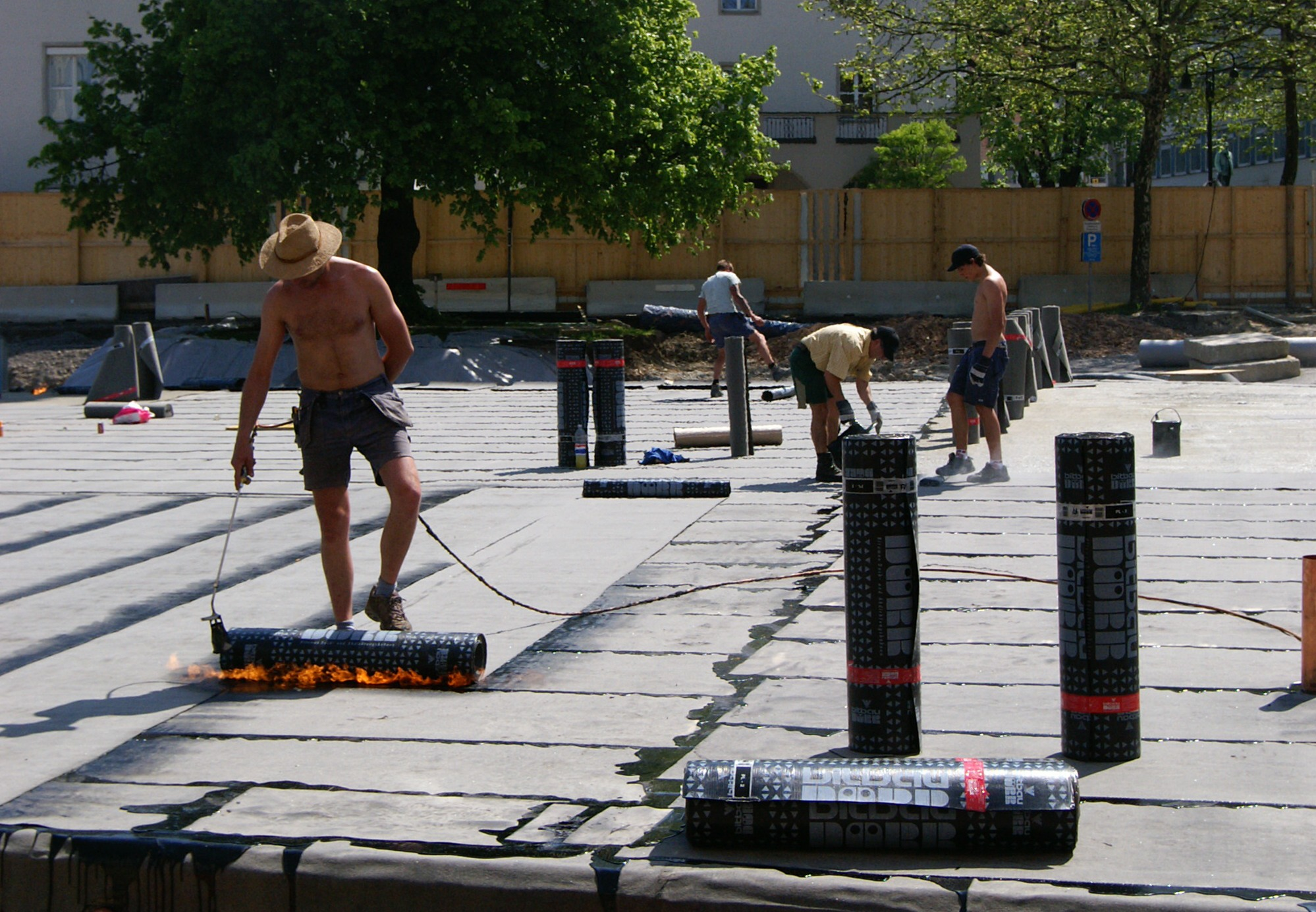
Verarbeitung von Bitumen-Schweißbahnen zur Abdichtung eines Flachdaches

Während ausgehärtete Bitumenmassen als unbedenklich gelten, sind die bei Verarbeitung oder Brand entstehenden Aerosole gesundheitsschädlich. Der maximale Aerosol-Gehalt am Arbeitsplatz (Arbeitsplatzgrenzwert, Maximale Arbeitsplatz-Konzentration) wurde 2018 auf 1,5 mg/m³ Luft gesenkt. Fluxöle leisten wegen der verringerten Verarbeitungstemperatur zwar einen Beitrag zur Verringerung der Aerosolbelastung, die Grenzwerte werden bei der Verarbeitung jedoch regelmäßig überschritten (Stand 2020).
Dämpfe und Aerosole aus Oxidationsbitumen wurden 2011 von der Internationalen Agentur für Krebsforschung (IARC) in Kategorie 2A (Substanz ist wahrscheinlich krebserzeugend für den Menschen) eingestuft, Dämpfe und Aerosole aus Destillationsbitumen und aus angeblasenem Bitumen in Kategorie 2B (Substanz ist möglicherweise krebserzeugend für den Menschen).

## Verwendung
Die stofflichen Eigenschaften von Bitumen erlauben eine Vielzahl von Einsatzmöglichkeiten. Bitumen wird besonders wegen seines abdichtenden Charakters und seiner Klebefähigkeit eingesetzt. Mit ca. 80 % beansprucht der Straßenbau den größten Anteil der Bitumenproduktion. Daneben spielt Bitumen auch im Wasserbau und in der Dach- und Dichtungsbahnen-Industrie eine wichtige Rolle. Im Hochbau wird Bitumen beispielsweise zum Schutz von empfindlichen Gebäudeteilen gegen Wasser verwendet. Dabei kommen Bitumenanstriche zur Verwendung oder verschiedene Bitumenwerkstoffe, z. B. Bitumen-Schweißbahn als Dachabdichtung. Es gibt sie als Bitumenbahnen (Trägereinlagen mit beidseitigen Bitumen-Deckschichten) oder als Polymerbitumenbahnen (Elastomer-(PYE) und Plastomer-(PYP) Bitumenbahnen). Bei der Außenabdichtung von Kellergeschossen kommt unter anderem eine Bitumendickbeschichtung zum Einsatz. Verschiedene Bitumen- oder Butylkautschuk-beschichtete Folien- (Aluminium oder Kunststoff) und Vlies-Bänder werden zur Verklebung, Abdichtung oder Schalldämmung im Bauwesen, Handwerk und Kraftfahrzeugbau eingesetzt.
Eine so genannte bitumenhaltige Haftschicht wird ebenfalls im Hochbau eingesetzt. Sie verbindet z. B. einen Brückenbelag mit dem Stahlunterbau und schützt den Stahl zugleich gegen Korrosion. In anderer Form findet Bitumen Verwendung als Rückenbeschichtung von Teppichfliesen.
Ist Bitumen dauerhaft der Witterung ausgesetzt, wird es aufgrund von Oxidationsvorgängen spröde und rissig. Oberflächenschutzsysteme oder die Beimischung von Kunststoffen können die Wirkungsdauer der Abdichtung wesentlich verlängern. Bitumenabdichtungen sollten im Normalfall mit einem Gefälle von mindestens 2 % ausgeführt werden, damit das Wasser abfließen kann. Bei geringerem Gefälle kann Wasser stehen bleiben. Wasser beschleunigt den biologischen und chemischen Abbau des Bitumens. Physikalisch schadet das stehen gebliebene Wasser durch Nass-Trockenzonen im Sommer und Eisbildung im Winter.

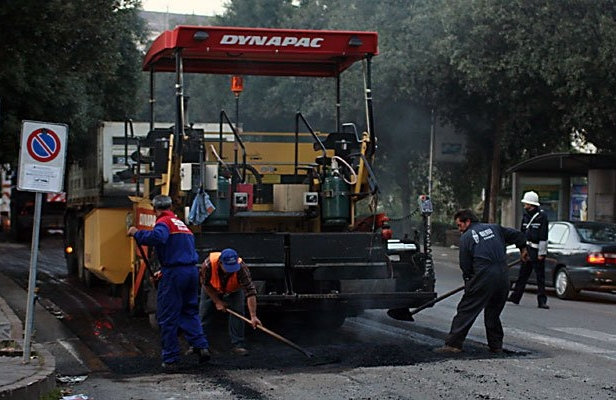
Verwendung im Straßenbau

Im Straßenbau bildet das Bitumen als Bindemittel zusammen mit den Gesteinskörnungen den Asphalt. Diese Rolle übernahm bis in die 1970er Jahre neben dem Bitumen der Teer, der heute wegen seiner krebserregenden (karzinogenen) Wirkung für den Straßenbau verboten ist.
Für die Herstellung von Asphalt werden immer häufiger „Bitumina“ verwendet, die mit Polymeren modifiziert sind. Diese tragen den Namen polymermodifiziertes Bitumen oder kurz PmB. Durch die Zugabe von Naturkautschuk, synthetischen Polymeren oder Schwefel können die Bitumeneigenschaften deutlich beeinflusst werden. So verbessert sich je nach Zugabemenge und Zugabeart die Standfestigkeit und die Haftung an der Gesteinskörnung. Diese Bitumensorte wird daher insbesondere für Fahrbahnbeläge mit hoher Verkehrsbeanspruchung verwendet.
Im Wasserbau wird Bitumen z. B. zum Küstenschutz benutzt, um Buhnen (Wellenbrecher) aus Steinen zusammen zu halten, also zu stabilisieren. Aber auch in Staudämmen und Pumpspeicherbecken werden Bitumenwerkstoffe verwendet, hier wird die wasserdichte Eigenschaft des Werkstoffes ausgenutzt.
Bitumenplatten werden durch ihr hohes Gewicht und die Zähigkeit auch als geräuschdämpfende Beschichtung in Kraftfahrzeugen, Raumtrennsystemen, an Dusch- und Badewannen, Geschirrspülern sowie Stahlspülbecken verwendet. Einseitig selbstklebend beschichtet, kann man Bitumenplatten als Anti-Dröhn-Matte zum Nachrüsten kaufen. Auch werden Bitumen-Holzfaserplatten hergestellt, diese haben gute wasserresistente Eigenschaften.
Ein weiteres Anwendungsgebiet von Bitumen ist die Kabel- und Elektroindustrie. Sie nutzt die geringe elektrische Leitfähigkeit von Bitumen als Isolierungsmittel aus. Daneben gibt es noch viele weitere sonstige Verwendungen von Bitumen, zum Beispiel auch in der Papierindustrie.
In Deutschland wurden 2017 etwa 2.146.000 Tonnen Bitumen verbraucht; 2.020.000 Tonnen wurden exportiert.